# 제일여객 (강원)
제일여객(第一旅客)은 강원특별자치도 철원군의 농어촌버스 업체이고 본사는 강원특별자치도 철원군 동송읍 금학로 77 (이평리)에 있다.

## 역사 및 현황
1971년 7월 21일에 설립되었으며, 현재 17대의 버스를 보유하고 있다.

## 운행 노선

### 농어촌버스
- 14번 (150~160분 간격)
- 15번 (180분 간격)
- 3번 (140~180분 간격)
- 17번 (135~140분 간격)
- 17-1번 (585~595분 간격)
- 18번 (185~190분 간격)
- 14번 (150분 간격)
- 14-1번 (210분 간격)
- 1번 (1일 21~23회)
- 신철원~문혜리~텃골~자등리~와수리 (1일 5회)
- 2번 (1일 4회)
- 7번 (240분 간격)
- 8번 (297~300분 간격)
- 13번 (50~60분 간격)
- 10번 (137~140분 간격)
- 9번 (1일 1회)
- 11번 (160~170분 간격)
- 11-1번 (1일 2회)
- 3번 (1일 3회)
- 이평리→장방산→구수동→신교대→상노리→오지리→이평리 (1일 1회)
- 이평리~(화지리)~오덕리~고석정~문혜리~신철원 (1일 32~36회, 일부 시간대 고석정 대신 상사리 경유)

## 차량
- 자일대우버스 - 자일대우 레스타, NEW BS090
- 현대자동차 - 카운티 뉴 브리즈, 현대 그린시티